# Чистополье (Кировоградская область)
Чистопо́лье (укр. Чистопілля) — село в Ольшанской поселковой общине Голованевского района Кировоградской области Украины.
Население по переписи 2001 года составляло 307 человек. Почтовый индекс — 26611. Телефонный код — 5250. Код КОАТУУ — 3524385501.

## История
В 1945 г. Указом ПВС УССР село Казимировка переименовано в Чистополье.
Входило в состав Ольшанского района; с 17 июля 2020 года — в составе Голованевского района.